# APEX1
APEX1 (англ. DNA-(apurinic or apyrimidinic site) lyase) – білок, який кодується однойменним геном, розташованим у людей на короткому плечі 14-ї хромосоми.  Довжина поліпептидного ланцюга білка становить 263 амінокислот, а молекулярна маса — 29 190.
| 10         |  | 20         |  | 30         |  | 40         |  | 50         |
| ---------- |  | ---------- |  | ---------- |  | ---------- |  | ---------- |
| MPKRGKKGAV |  | AEDGDELRTE |  | PEAKKSKTAA |  | KKNDKEAAGE |  | GPALYEDPPD |
| QKTSPSGKPA |  | TLKICSWNVD |  | GLRAWIKKKG |  | LDWVKEEAPD |  | ILCLQETKCS |
| ENKLPAELQE |  | LPGLSHQYWS |  | APSDKEGYSG |  | VGLLSRQCPL |  | KVSYGIGDEE |
| HDQEGRVIVA |  | EFDSFVLVTA |  | YVPNAGRGLV |  | RLEYRQRWDE |  | AFRKFLKGLA |
| SRKPLVLCGD |  | LNVAHEEIDL |  | RNPKGNKKNA |  | GFTPQERQGF |  | GELLQAVPLA |
| DSFRHLYPNT |  | PYA        |  |            |  |            |  |            |

A: Аланін

C: Цистеїн

D: Аспарагінова кислота

E: Глутамінова кислота

F: Фенілаланін

G: Гліцин

H: Гістидин

I: Ізолейцин

K: Лізин

L: Лейцин

M: Метіонін

N: Аспарагін

P: Пролін

Q: Глутамін

R: Аргінін

S: Серин

T: Треонін

V: Валін

W: Триптофан

Кодований геном білок за функціями належить до ліаз, гідролаз, нуклеаз, ендонуклеаз. 
Задіяний у таких біологічних процесах як пошкодження ДНК, репарація ДНК. 
Білок має сайт для зв'язування з іонами металів, ДНК, іоном магнію. 
Локалізований у цитоплазмі, ядрі, мітохондрії.